# NTLDR
NTLDR (förkortning av NT Loader) är starthanteraren (bootloadern) för alla utgåvor av Microsoft Windows NT-operativsystem till och med Windows XP och Windows Server 2003. NTLDR körs från den primära hårddisken, men den kan även köras från bärbara lagringsenheter såsom en CD-ROM, USB flash-disk eller diskett. NTLDR kan också ladda ett icke NT-baserade operativsystem som fått lämplig startsektor i en fil.
NTLDR kräver minst följande två filer tillgängliga på systemets volym:
- NTLDR, som innehåller starthanteraren
- Boot.ini som innehåller konfigurationsalternativ för starthanterarens boot-meny

För att ladda ett NT-baserat operativsystem, måste också ntdetect.com ingå. Det är dock bara NTLDR som krävs. Om boot.ini saknas kommer NTLDR att falla tillbaka på första partitionen på den första hårddisken \Windows. Många datorer i hemmet är konfigurerade så, saknas boot.ini filen kommer ett felmeddelande genereras och sedan startas Windows upp normalt.
I Windows Vista och Windows Server 2008 har NTLDR ersatts. Starthanteraren funktionalitet finns istället som två nya komponenter: winload.exe och Windows Boot Manager.